# Steffen Hammermüller
Steffen Hammermüller (* 25. Juni 1966 in Freital) ist ein ehemaliger deutscher Fußballspieler. 

## Sportliche Laufbahn
Hammermüller spielte zunächst im Nachwuchsbereich der SG Dynamo Dresden. 1984/85 gewann er mit den Dynamos in der Juniorenoberliga die DDR-Meisterschaft. Zehn seiner 13 zum Titel beigetragenen Treffer erzielte das Talent dabei vom Elfmeterpunkt.
Im überregionalen Männerfußball der DDR verdiente er sich Mitte der 1980er-Jahre erste Sporen in der zweitklassigen Liga in der SGD-Zweitvertretung. 1986 wechselte er zur BSG Glückauf Sondershausen und spielte anschließend ab 1987 bei der BSG Chemie Böhlen. 1989/90 holte sich die Chemie-Elf den Staffelsieg in der ostdeutschen Zweitklassigkeit, woran Hammermüller mit Einsätzen in 33 der 34 Punktspiele maßgeblichen Anteil hatte.
Im Sommer 1990 ging der Mittelfeldspieler vom Oberligaaufsteiger aus Böhlen, der kurze Zeit später im FC Sachsen Leipzig aufging, zum 1. FC Lokomotive Leipzig, im Juli 1991 in VfB Leipzig umbenannt, um in der letzten eigenständigen Spielzeit des ostdeutschen Erstligafußballs anzutreten. Mit dem VfB bestritt Hammermüller in der Premierensaison des gesamtdeutschen Unterhauses 18 Spiele in der Südstaffel der 2. Bundesliga.
1992 schloss er sich dem zwei Jahre zuvor gegründeten Stadtrivalen FC Sachsen Leipzig in der Amateur-Oberliga an. Bei den Leutzschern spielte Hammermüller bis zum Ende der Spielzeit 1999/2000 in der damals noch drittklassigen Regionalliga.

## Trainerlaufbahn
Später war Hammermüller beim FC Sachsen als Jugendtrainer, Coach der 2. Herrenmannschaft sowie Assistent der 1. Mannschaft beschäftigt. Im Zeitraum Januar 2007 bis März 2009 war Hammermüller Trainer des Oberligisten Budissa Bautzen und arbeitete hernach als Trainer an Fußballschulen in Deutschland und der Schweiz. Ab dem Beginn der Saison 2012/13 bis April 2013 war er Trainer der BSG Chemie Leipzig in der Sachsenliga. Nach der Trennung blieb er beratend für den Verein tätig.